# Solna domsaga
Solna domsaga var en domsaga i Stockholms län. Den bildades den 1 juli 1951 (enligt beslut den 8 december 1950) genom utbrytning ur Södra Roslags domsaga och upplöstes 1971 i samband med tingsrättsreformen i Sverige. Domsagan överfördes då till Solna tingsrätt.
Domsagan lydde under Svea hovrätts domkrets.

## Tingslag
Ett tingslag lydde under domsagan:
- Solna domsagas tingslag

## Häradshövdingar
- 1951–1957 Nils Grafström
- 1957–1969 Folke Hägglund
- 1969–1970 Folke Nyquist